# 吉恩·康利
唐纳德·尤金·康利（英語：Donald Eugene Conley，1930年11月10日—2017年7月4日），美国体育运动员。他于1952年到1963年在美國職棒大聯盟担任投手，同时他还曾在1952-1953赛季、1958-1964年间为NBA联盟两支球队效力，並於NBA與MLB均獲得冠軍戒。

## 效力球隊
- MLB 波士頓勇士隊 (1952)
- NBA 波士頓塞爾提克隊 (1952-1953)
- MLB 密爾瓦基勇士隊 (1954)
- MLB 費城費城人隊 (1954-58)
- NBA 波士頓塞爾提克隊 (1958-1961)
- MLB 波士頓紅襪隊 (1961-63)